# «Квартет И» по Амстелу
«„Кварте́т И“ по А́мстелу» — российский веб-сериал, созданный в 2013 году театром «Квартет И». Транслировался на видеохостинге «YouTube» в рамках специально созданного канала с 15 сентября 2013 года.

## Сюжет
Четверо друзей отправляются в Амстердам, чтобы побыть «офлайн».

## В ролях
- Леонид Барац
- Александр Демидов
- Камиль Ларин
- Ростислав Хаит
- Сильвия Фогиль

## Съёмочная группа
- режиссер — Ярослав Чеважевский
- сценарий — Сергей Петрейков, Леонид Барац, Ростислав Хаит
- продюсер — Джон Д. Трапман
- оператор — Антуан Вивас-Денисов
- композитор — Владимир Бабошин
- монтаж — Павел Ханютин

## История создания
Инициатива создания сериала исходила от «Квартета И», спонсорами выступили пивной бренд «Amstel» и электронная система расчетов «WebMoney». На создание сериала артистов вдохновили результаты исследования исследовательского центра MASMI об интернет зависимости россиян, согласно которым до 73% респондентов пользуются мобильным Интернетом даже в моменты встреч с друзьями. Съёмки сериала проходили в Амстердаме в течение шести дней. Всего было отснято 10 серий, хронометраж которых по 4−5 минут каждая. В конце октября в Центре документального кино состоялся закрытый показ премьерных серий.